# Micropholcomma parmatum
Micropholcomma parmatum är en spindelart som beskrevs av Hickman 1944. Micropholcomma parmatum ingår i släktet Micropholcomma och familjen Micropholcommatidae.
Artens utbredningsområde är Tasmanien. Inga underarter finns listade i Catalogue of Life.